# Grzane wino

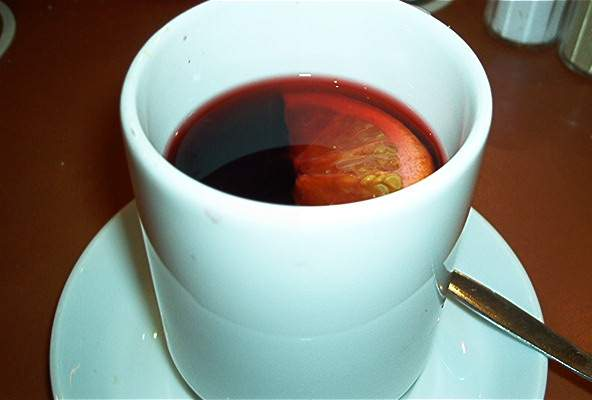
Kubek z grzanym winem

Grzane wino – rozgrzewający napój alkoholowy, rodzaj grzańca (grzanki), sporządzony przez podgrzanie (bez zagotowania) wina czerwonego lub białego wraz z przyprawami korzennymi i innymi (np. goździkami, cynamonem lub miodem). Czasem zamiast wina używa się cydru.
Regionalne warianty tego napoju należą do tradycyjnego okołobożonarodzeniowego menu niektórych krajów europejskich.